# 徳島県道137号土成徳島線
徳島県道137号土成徳島線（とくしまけんどう137ごう どなりとくしません）は、徳島県阿波市から徳島市に至る一般県道である。

## 概要
吉野川左岸の堤防上を通る区間が長く、起点付近を除けば2車線が確保されている。また、旧吉野川の水門上は交互通行となっている。

### 路線データ
- 起点：阿波市土成町成当（徳島県道12号鳴門池田線交点）
- 終点：徳島市応神町古川日ノ上（徳島県道39号徳島鳴門線交点、徳島県道219号古川長原港線起点）
- 距離：23.352 km[1]

## 歴史
- 1959年（昭和34年）1月31日 - 徳島県道16号土成徳島線として認定。
- 1972年（昭和47年）3月10日 - 徳島県道137号土成徳島線として再認定。

## 路線状況

### 重複区間
- 徳島県道15号徳島吉野線（阿波市吉野町柿原西二条 - 板野郡上板町高瀬）
- 徳島県道235号宮川内牛島停車場線 （阿波市吉野町西条町口）
- 徳島県道122号板野川島線（板野郡上板町高瀬 - 板野郡上板町佐藤塚西）

### 制限速度
| 区間                        | 速度    | 備考     |
| --------------------------- | ------- | -------- |
| 起点 - 阿波市土成町郡       | 30 km/h | 狭路部分 |
| 阿波市土成町郡 - 上板町瀬部 | 40 km/h |          |
| 上板町瀬部 - 終点           | 50 km/h |          |

## 地理

### 通過する自治体
- 徳島県
  - 阿波市 - 板野郡上板町 - 板野郡藍住町 - 徳島市

### 交差する道路
| 交差する道路                                                                                     | 市町村名 | 市町村名 | 交差する場所       | 交差する場所 |
| ------------------------------------------------------------------------------------------------ | -------- | -------- | ------------------ | ------------ |
| 徳島県道12号鳴門池田線                                                                           | 阿波市   | 阿波市   | 土成町成当         | 起点         |
| 国道318号 徳島県道15号徳島吉野線 重複区間起点                                                    | 阿波市   | 阿波市   | 吉野町柿原西二条   |              |
| 徳島県道235号宮川内牛島停車場線 重複区間起点                                                     | 阿波市   | 阿波市   | 吉野町西条町口     |              |
| 徳島県道235号宮川内牛島停車場線 重複区間終点                                                     | 阿波市   | 阿波市   | 吉野町西条町口     |              |
| 徳島県道139号船戸切幡上板線                                                                      | 板野郡   | 上板町   | 瀬部               |              |
| 徳島県道15号徳島吉野線 重複区間終点 徳島県道122号板野川島線 重複区間起点 徳島県道234号高瀬神宅線 | 板野郡   | 上板町   | 高瀬               |              |
| 徳島県道・香川県道34号石井引田線                                                                 | 板野郡   | 上板町   | 下六條新田         |              |
| 徳島県道122号板野川島線 重複区間終点                                                             | 板野郡   | 上板町   | 佐藤塚西           |              |
| 徳島県道・香川県道1号徳島引田線                                                                  | 板野郡   | 藍住町   | 徳命名田           |              |
| 徳島県道41号徳島北灘線                                                                           | 徳島市   | 徳島市   | 応神町東貞方西中須 |              |
| 徳島県道39号徳島鳴門線 徳島県道219号古川長原港線                                                 | 徳島市   | 徳島市   | 応神町古川日ノ上   | 終点         |

### 交差する鉄道
- 高徳線

### 沿線
- 吉野川
  - 吉野川第十堰（北側）